# Pier Francesco Foschi

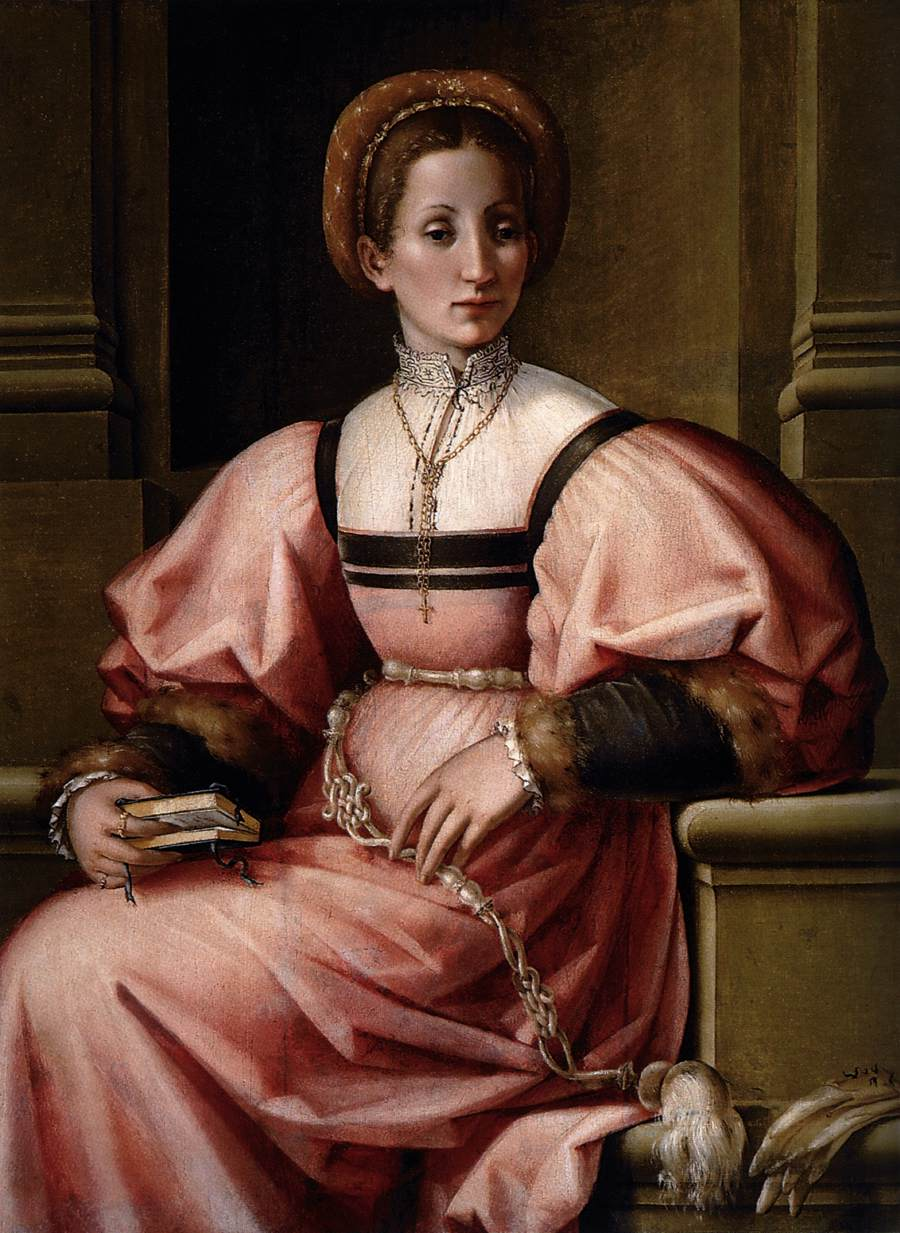
Pier Francesco Foschi, Portret damy. Muzeum Thyssen-Bornemisza w Madrycie

Pier Francesco di Jacopo Foschi (ur. 1502 we Florencji, zm. 1567 tamże) – włoski malarz tworzący w okresie manieryzmu.

## Życiorys
Jego ojcem był artysta Pier Francesco di Jacopo di Sandro Foschi. Uczeń Andrea del Sarto, i Jacopa Pontormo, którego wspomagał podczas realizacji fresków w willi rodu Medicich w Careggi.
Ceniony ówcześnie zwłaszcza jako portrecista (Portret damy, ok. 1535, w zbiorach Muzeum Thyssen-Bornemisza, w Madrycie, Portet młodzieńca, Utah Museum of Fine Arts.) i artysta sakralny (Madonna z Dzieciątkiem i świętym Janem Chrzcicielem, Utah Museum of Fine Arts, malowidła ołtarzowe dla kościoła Santo Spirito we Florencji).
Jednym z jego najbardziej utalentowanych uczniów był Alessandro Fei, ponadto należał do nich prawdopodobnie Maso da San Friano.